# برونو إس
برونو إس. (بالألمانية: Bruno S.)‏ هو موسيقي ورسام وممثل ألماني، ولد في 2 يونيو 1932 في برلين في ألمانيا، وتوفي بنفس المكان في 11 أغسطس 2010 بسبب نوبة قلبية.

## وصلات خارجية
- برونو إس على موقع IMDb (الإنجليزية)
- برونو إس على موقع ألو سيني (الفرنسية)
- برونو إس على موقع أول موفي (الإنجليزية)
- برونو إس على موقع قاعدة بيانات الأفلام السويدية (السويدية)
- برونو إس على موقع قاعدة بيانات الفيلم (الإنجليزية)
- برونو إس على موقع كينوبويسك (الروسية)